# تامبيري ديك أرينا
تامبيري ديك أرينا هي صالة تقع في مدينة تامبيري، فنلندا تقام عيها مباريات هوكي الجليد. تم افتتاح الصالة في 3 ديسمير 2021.